# Grazzano Badoglio
Grazzano Badoglio – miejscowość i gmina we Włoszech, w regionie Piemont, w prowincji Asti. Nazwane jest na cześć Pietro Badoglio, włoskiego dowódcy wojskowego i polityka, który tu się urodził i zmarł. Za jego życia, do 1939 roku miejscowość nazywała się Grazzano Monferrato.
Według danych na styczeń 2009 gminę zamieszkiwały 632 osoby przy gęstości zaludnienia 60,5 os./1 km².